# Maria Arnholm

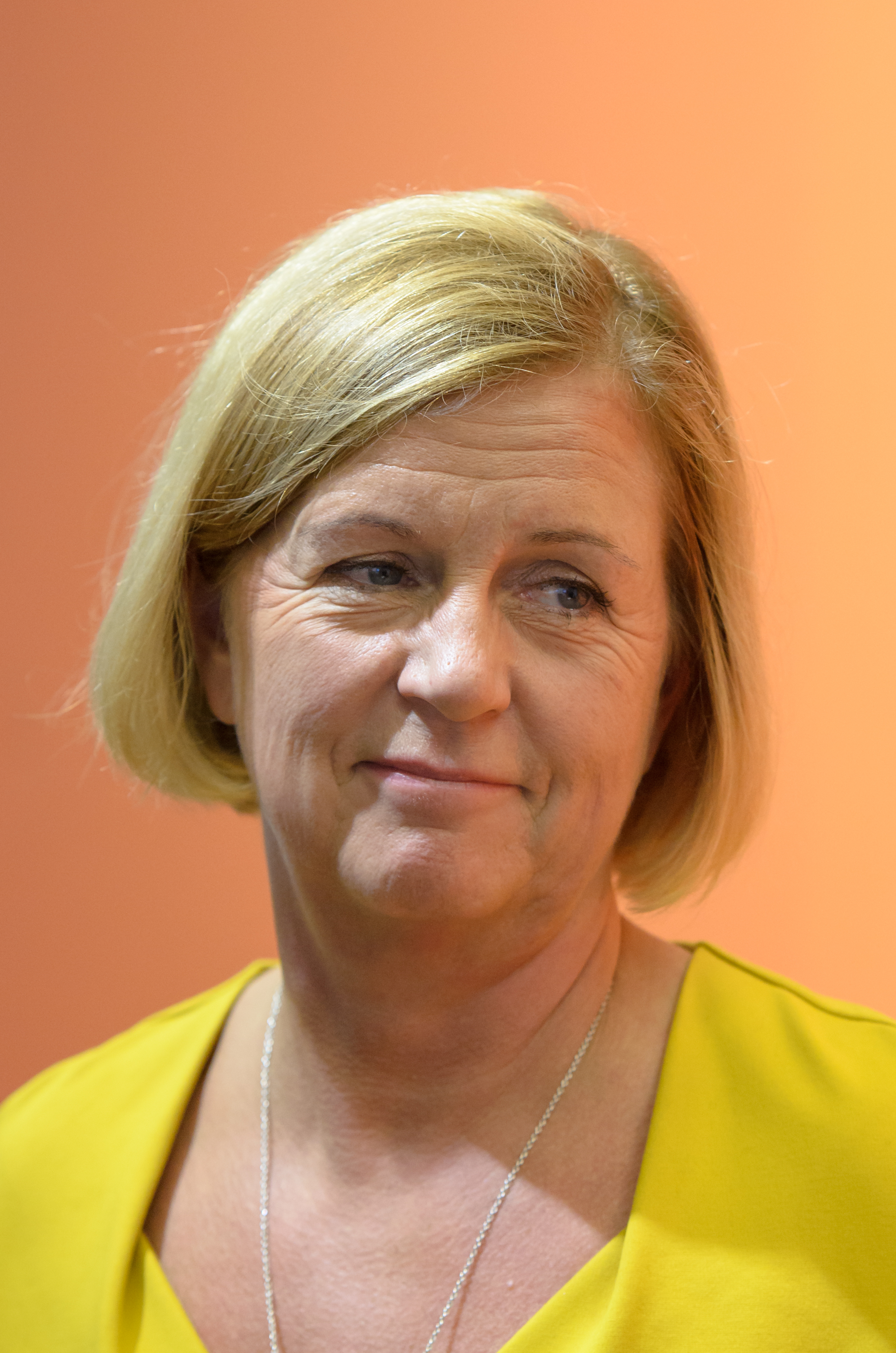
Maria Arnholm (2013)

Maria Elisabet Wallgren Arnholm (* 16. März 1958 in Partille, Göteborg) ist eine schwedische Politikerin der Partei Die Liberalen.

## Lebenslauf
Maria Elisabet Arnholm wurde am 16. März 1958 in Partille, einer Gemeinde angrenzend an Göteborg geboren. Sie studierte Rechtswissenschaften an der Universität Stockholm und nahm zwischen 1977 und 2006 in verschiedenen liberalen Organisationen und Medienunternehmen in der Geschäftsleitung bzw. im Verwaltungsrat Einsitz.
Zwischen 1983 und 1991 war Arnholm die politische Sekretärin der Parteispitze der liberalen Volkspartei und unter anderem Assistentin des Reichstagsabgeordneten Bengt Westerberg. Ab 1985 bis 1988 war sie Ersatzmitglied des schwedischen Reichstags. Von 1991 bis 1994 war sie Stabschefin des mittlerweile zum Vize-Ministerpräsidenten und Sozialminister aufgestiegenen Bengt Westerberg. Ab 1994 war sie Chefberaterin verschiedener Unternehmen wie etwa der Swedish Management Group (1996–98) und Nextwork (1998–2000) und von 2002 bis 2006 war sie Kommunikationschefin von Coop Sverige und Coop Norden. Von 2006 bis 2012 war Arnholm Vizedirektorin des PR- und Kommunikationsunternehmens Springtime. 2012 wurde Arnholm Staatssekretärin im Bildungsdepartement und wurde nach dem Rücktritt der Ministerin für die Gleichstellung der Geschlechter Nyamko Sabuni Anfang 2013 zu deren Nachfolgerin in der Regierung Fredrik Reinfeldt ernannt. Ihre Amtszeit dauerte bis zur Wahl im Jahr 2014. Von 2014 bis 2020 war sie Mitglied des schwedischen Reichstages. Im Februar 2020 schied sie aus dem Reichstag aus, um das Amt als Landshövding (Regierungspräsidentin) der Provinz Kronobergs län anzutreten.